# Drac japonès

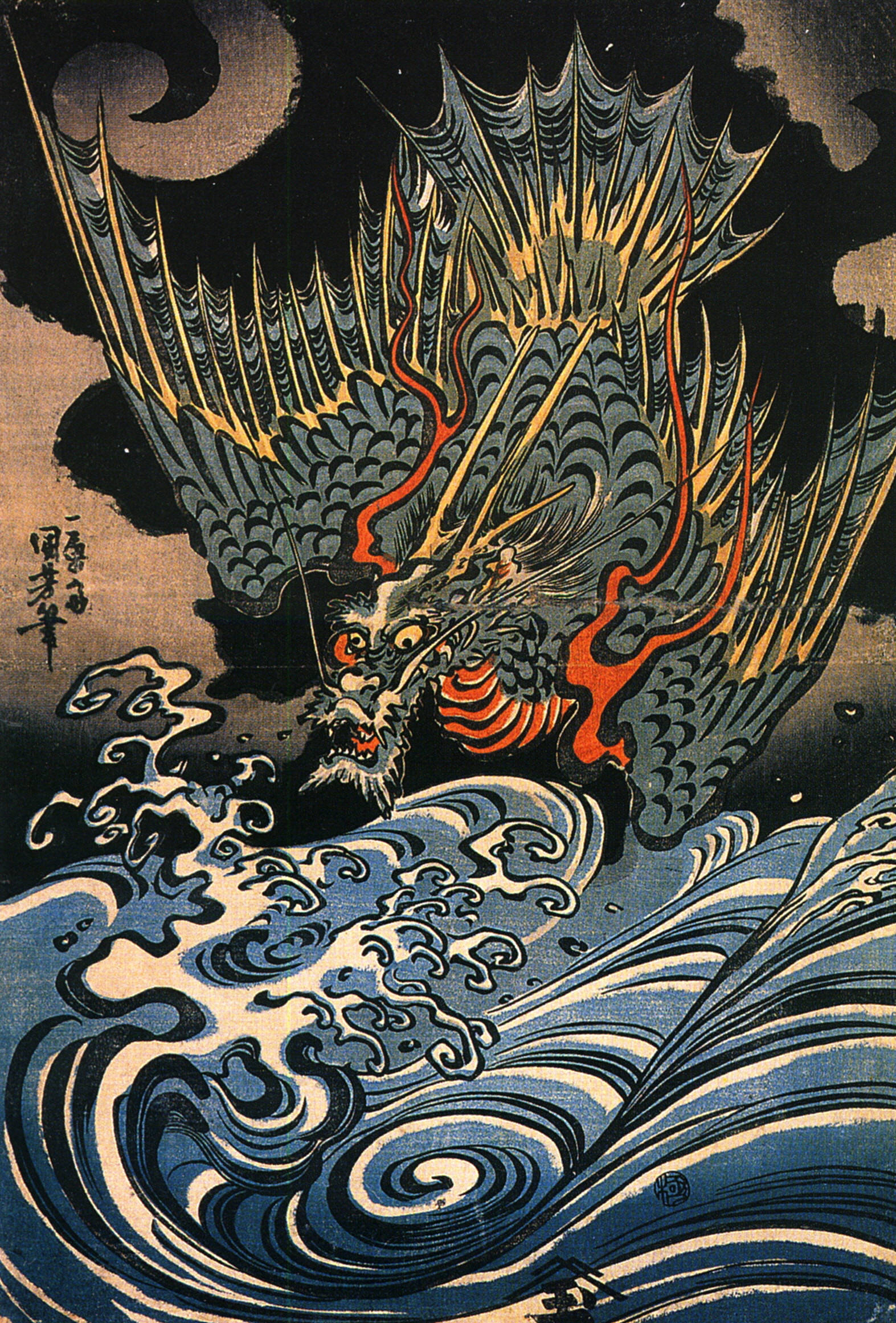
Drac d'aigua japonès per Utagawa Kuniyoshi

Els dracs japonesos (日本の竜 nihon-no-ryū o 竜 ryū "drac") són unes criatures llegendàries d'atributs físics similars als dels dracs xinesos i coreans. El ryū prové de la Xina i és una de les quatre bèsties divines de la mitologia japonesa. És amb freqüència usat com a emblema d'emperadors o herois.
Els mites dels dracs japonesos amalgamen llegendes natives amb històries importades sobre dracs de la Xina, Corea i el subcontinent indi. L'estil i l'aspecte del drac van estar molt influenciats pel drac xinès, especialment els dracs de tres urpes llargues (龍) que es van introduir al Japó des de la Xina en temps antics. Com els altres dracs d'Àsia oriental, la majoria japonesos. són deïtats de l'aigua o kami associades a la pluja i als éssers d'aigua, i normalment es representen com a grans criatures serpents, sense ales i amb urpes als peus..

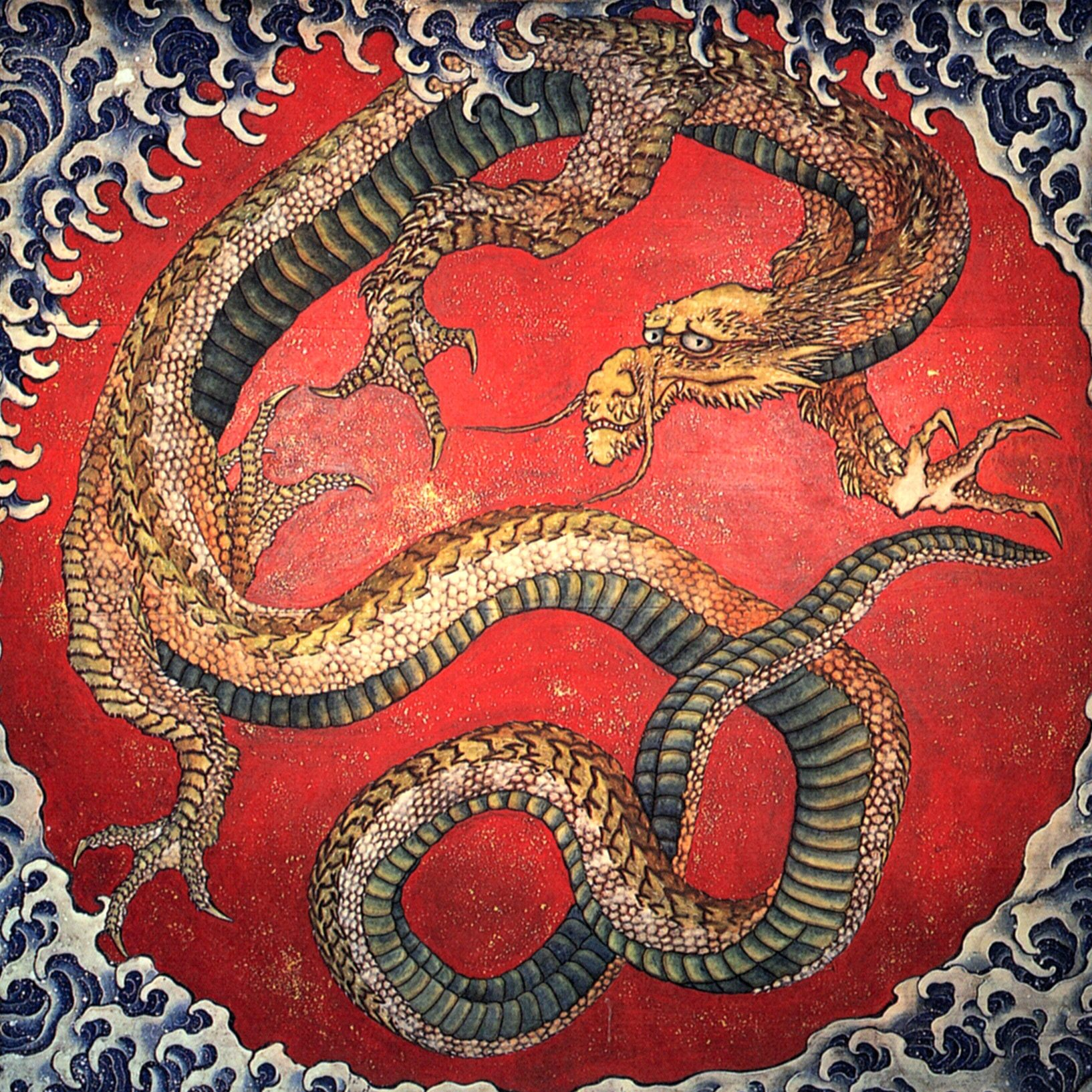
Drac japonès per Hokusai

Dins de la mitologia japonesa es troben pocs dracs. Un dels més famosos és Yamata no Orochi, un terrible monstre de vuit caps i vuit cues que va ser assassinat per Susanoo, qui després d'això es va trobar amb la sagrada katana Kusanagi dins de la quarta cua del monstre. Un altre drac important és el déu-emperador del mar, Ryūjin.

## Comparació amb altres dracs
Hi ha poques diferències entre els dracs japonesos i aquells que es creia que vivien en altres llocs del món. Tot i així una diferència sobre els dracs xinesos i coreans és que aquests posseeixen tres urpes a les potes del darrere en lloc de quatre. Es diu que els dracs japonesos volen menys que els occidentals i que, exceptuant-ne alguns, solen ser molt més pacífics i fins i tot concedeixen desitjos. Els dracs japonesos, així com els xinesos i coreans, no sempre se'ls representa amb ales, a diferència dels occidentals.
Alguns autors intenten diferenciar el ryū japonès i els grans dracs xinesos pel nombre d'urpes als seus peus. El 1886 Charles Gould va escriure que al Japó el drac "invariablement té tres urpes, mentre que a la Xina en té quatre o cinc, segons sigui un emblema ordinari o imperial".Una creença comuna al Japó és que el drac japonès era originari del Japó i li agradava viatjar, guanyant urpes a mesura que s'allunyava del Japó; p. ex. quan va arribar a Corea, va guanyar 4 urpes; i quan finalment va arribar a la Xina, va guanyar cinc urpes.  Tanmateix, contràriament a la creença japonesa que els dracs de tres urpes també es van originar a la Xina i es van introduir al Japó durant la dinastia Tang, representants en les túniques dels governants xinesos.  Quan els dracs xinesos es van introduir al Japó, encara tenien tres urpes. Els dracs de tres urpes es feien servir poques vegades després de la dinastia Song i més tard es van representar amb quatre o cinc urpes. a la Xina. Els dracs de tres urpes van ser reviscuts breument durant la dinastia Qing.